# Thiago Serpa
Thiago Augusto Serpa Carmona (São Paulo, Brasil, 24 de julio de 1999) es un futbolista brasileño-ecuatoriano. Juega como mediocampista y su equipo actual es Aucas de la Serie A de Ecuador.

## Trayectoria
Thiago Serpa nació en São Paulo, Brasil, en el seno de una familia ecuatoriana. Vivió en esa ciudad hasta los tres años.
A los 15 años, inició su carrera futbolística en Liga Deportiva Universitaria. Su debut en el primer equipo se produjo en 2019, durante un partido de la LigaPro frente a Fuerza Amarilla, bajo la dirección del entrenador Pablo Repetto. Ese mismo año, integró el plantel que se coronó campeón de la Copa Ecuador 2018-19, donde disputó dos encuentros.
El 28 de enero de 2020, se desvinculó de Liga de Quito debido a las pocas oportunidades que tuvo para jugar y se incorporó a Deportivo Cuenca en busca de mayor continuidad. Sin embargo en equipo morlaco tampoco logró consolidarse, disputando 33 encuentros sin marcar goles.
En las temporadas posteriores, defendió los colores de Técnico Universitario, Libertad y Cumbayá.
El 14 de diciembre de 2024, fue oficializado como nuevo refuerzo de Sociedad Deportiva Aucas para la temporada 2025.

## Estadísticas

### Clubes
Actualizado al último partido disputado el 11 de mayo de 2025.
| Club                                   | Div.          | Temporada     | Liga  | Liga  | Copas nacionales | Copas nacionales | Copas internacionales | Copas internacionales | Total | Total |
| Club                                   | Div.          | Temporada     | Part. | Goles | Part.            | Goles            | Part.                 | Goles                 | Part. | Goles |
| -------------------------------------- | ------------- | ------------- | ----- | ----- | ---------------- | ---------------- | --------------------- | --------------------- | ----- | ----- |
| Liga Deportiva Universitaria · Ecuador | 1.ª           | 2019          | 1     | 0     | 2                | 0                | —                     | —                     | 3     | 0     |
| Liga Deportiva Universitaria · Ecuador | Total club    | Total club    | 1     | 0     | 2                | 0                | 0                     | 0                     | 3     | 0     |
| Deportivo Cuenca · Ecuador             | 1.ª           | 2020          | 19    | 0     | —                | —                | —                     | —                     | 19    | 0     |
| Deportivo Cuenca · Ecuador             | 1.ª           | 2021          | 4     | 0     | —                | —                | —                     | —                     | 4     | 0     |
| Deportivo Cuenca · Ecuador             | Total club    | Total club    | 23    | 0     | 0                | 0                | 0                     | 0                     | 23    | 0     |
| Técnico Universitario · Ecuador        | 1.ª           | 2022          | 8     | 0     | 1                | 0                | —                     | —                     | 9     | 0     |
| Técnico Universitario · Ecuador        | Total club    | Total club    | 8     | 0     | 1                | 0                | 0                     | 0                     | 9     | 0     |
| Libertad · Ecuador                     | 2.ª           | 2022          | 18    | 0     | —                | —                | —                     | —                     | 18    | 0     |
| Libertad · Ecuador                     | 1.ª           | 2023          | 1     | 0     | —                | —                | —                     | —                     | 1     | 0     |
| Libertad · Ecuador                     | Total club    | Total club    | 19    | 0     | 0                | 0                | 0                     | 0                     | 19    | 0     |
| Cumbayá · Ecuador                      | 1.ª           | 2023          | 13    | 0     | —                | —                | —                     | —                     | 13    | 0     |
| Cumbayá · Ecuador                      | 1.ª           | 2024          | 20    | 0     | 1                | 0                | —                     | —                     | 21    | 0     |
| Cumbayá · Ecuador                      | Total club    | Total club    | 33    | 0     | 1                | 0                | 0                     | 0                     | 34    | 0     |
| Aucas · Ecuador                        | 1.ª           | 2025          | 6     | 0     | 0                | 0                | 1                     | 0                     | 7     | 0     |
| Aucas · Ecuador                        | Total club    | Total club    | 6     | 0     | 0                | 0                | 1                     | 0                     | 7     | 0     |
| Total carrera                          | Total carrera | Total carrera | 90    | 0     | 4                | 0                | 1                     | 0                     | 95    | 0     |
| 1. 2.                                  |               |               |       |       |                  |                  |                       |                       |       |       |

## Palmarés

### Campeonatos nacionales
| Título       | Club                         | País    | Año  |
| ------------ | ---------------------------- | ------- | ---- |
| Copa Ecuador | Liga Deportiva Universitaria | Ecuador | 2019 |